# Lostine
Lostine – miasto w Stanach Zjednoczonych, w stanie Oregon, w hrabstwie Wallowa.